# Shelley Sandie
Shelley Ann Gorman-Sandie (nacida el 22 de enero de 1969 en  Melbourne, Australia) es una exjugadora de baloncesto australiana. Consiguió 2 medallas en competiciones internacionales con Australia. 